# سرقت هویت

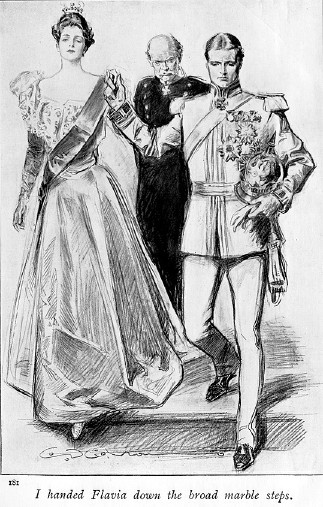
صحنه‌ای از فیلم سرقت هویت ۱۹۵۳ که بر اساس ادبیات داستانی زندانی زندا ۱۸۹۴ ساخته شده

سرقت هویت (به انگلیسی: Identity theft)؛ در حالی که استفاده از یک نام مستعار لزوماً غیرقانونی نیست، سرقت هویت استفادهٔ عمدی از هویت شخص دیگری‌است، و معمولاً به عنوان روشی برای به دست آوردن سود مالی یا برخورداری از اعتبار و مزایای دیگر، به نام شخصی دیگر صورت می‌گیرد، و می‌تواند به زیان مالی ویا حیثیتی شخص دیگر باشد. شخصی که هویت او مورد سوءاستفاده قرار گرفته اگر مورد تعقیب قرارگیرد ممکن است از عواقب نامطلوب کاری که دیگران مسوْول ارتکاب آن هستند رنج ببرد. سرقت هویت زمانی رخ می‌دهد که کسی با استفاده ازاطلاعات شناساییِ شخصیِ دیگری، مانند نام، شمارهٔ شناسایی، یا شمارهٔ کارت اعتباری، بدون اجازهٔ او، برای ارتکاب تقلب یا جنایتی دیگر استفاده کند.
اصطلاح «سرقت هویت» برای نخستین بار در سال ۱۹۶۷ استفاده شده. هرچند که پدیده مفهوم سرقت هویت بسیار قدیمی‌تر است، مانند ادبیات داستانی زندانی زندا که در ۱۸۹۴ نوشته شده‌است.